# 培拉特州
培拉特州，是阿爾巴尼亞中部偏南的一个州份。面积为1,798平方公里，人口数量为119,450人（2021年），在12个州份中面积及人口数量排名中均列第九。该州北边为，东边为，南边为，西边为。该州下分为5个市镇：培拉特、迪马尔、库乔韦、波利钱、斯克拉巴里，这些市镇再下分为25个行政分区。

## 人口
根據最新一次人口估計，在2011年培拉特州有人口約141,944人。

### 民族構成
- 阿爾巴尼亞人 = 119159（83.95%）
- 希臘人 = 180（0.13%）
- 馬其頓人 = 13（0.01%）
- 黑山人 = 1（0.00%）
- 阿羅馬尼亞人 =670（0.47%）
- 羅姆人 = 202（0.14%）
- 埃及人 = 108（0.08%）
- 其他族裔 =36（0.03%）
- 不確定 = 20427（14.39%）